# Phricotelus
Genre
Phricotelus est un genre d'araignées aranéomorphes de la famille des Mysmenidae.

## Distribution
Les espèces de ce genre se rencontrent au Sri Lanka et en Chine.

## Liste des espèces
Selon World Spider Catalog (version 25.5, 23/12/2024) :
- Phricotelus langwanduo Q. Zhang, S. Li & Lin, 2023
- Phricotelus stelliger Simon, 1895

## Systématique et taxinomie
Ce genre a été décrit par Simon en 1895 dans les Argiopidae. Il est placé dans les Symphytognathidae par Levi en 1972 puis dans les Mysmenidae par Brignoli en 1980.

## Publication originale
- Simon, 1895 : Histoire naturelle des araignées. Paris, vol. 1, p. 761-1084 (texte intégral).